# Відкриття (фільм, 1982)
«Відкриття» — радянський телефільм 1982 року, знятий режисером Юрієм Некрасовим на студії «Укртелефільм».

## Сюжет
За однойменною книгою Ю. Щербака.

## У ролях
- Ада Роговцева — головна роль
- Богдан Ступка — головна роль
- Дмитро Франько — роль другого плану
- Раїса Недашківська — роль другого плану
- Ніна Кобеляцька — роль другого плану
- Костянтин Степанков — роль другого плану

## Знімальна група
- Режисер — Юрій Некрасов